# Ponte di Rialto
Il ponte di Rialto è un ponte abitato di Venezia sul Canal Grande. Collega i sestieri di San Marco con quello di San Polo ed è un importante punto di raccordo della città stessa. Ideato all'inizio come semplice ponte di barche negli anni 1170, fu più volte ricostruito, fino alla sua versione attuale del 1591.
È uno dei quattro ponti, insieme al ponte dell'Accademia, al ponte degli Scalzi e al ponte della Costituzione, che attraversano il Canal Grande stesso, all'interno della città. Dei quattro ponti è quello più antico.

## Storia
A detta delle cronache, il primo passaggio sul Canal Grande era costituito da un ponte di barche. Un ponte vero e proprio, poggiante su pali in legno, fu costruito da Nicolò Barattiero sotto il dogado di Sebastiano Ziani o di Orio Mastropiero (seconda metà del XII secolo) ed assunse il nome di "ponte della Moneta", dato che, presso l'estremità orientale dell'opera, sorgeva l'antica zecca. Secondo il Chronicon di Andrea Dandolo, l'evento avvenne nel 1264 sotto il dogato di Renier Zen (1252-1268):
((Anno 1264): Andrea Dandolo, Chronicon, L. X, c. VII, p. XXXI. In L.A. Muratori, Rerum italicarum scriptores etc. T. XII. Milano, 1728.)
La crescente importanza del mercato di Rialto, sulla sponda orientale del canale, fece aumentare il traffico sul ponte galleggiante. Attorno al 1250, esso fu sostituito da un ponte di legno strutturale. La struttura era costituita da due rampe inclinate, che si congiungevano presso una sezione centrale mobile, la quale poteva essere sollevata per consentire il passaggio delle navi più alte. Data la stretta associazione con il mercato, il ponte cambiò nome e diventò Ponte di Rialto. Nella prima metà del XV secolo, lungo i lati del ponte vennero costruite due file di negozi; i proventi derivanti dagli affitti, riscossi dalla Tesoreria di Stato, contribuivano alla manutenzione del ponte.
Nel 1310 il ponte fu danneggiato nel corso della ritirata dei rivoltosi guidati da Bajamonte Tiepolo. Nel 1444, invece, crollò sotto il peso della grande folla radunata per assistere al passaggio del corteo della sposa del Marchese di Ferrara.
Nel 1503 venne proposta per la prima volta la costruzione di un ponte in pietra. Nei decenni successivi vennero valutati diversi progetti. Il primo progetto venne eseguito nel 1514 da fra' Giovanni Giocondo per il rifacimento del mercato di Rialto. Un altro crollo avvenne nel 1524. Nel 1551 le autorità veneziane indissero un bando per il rifacimento del ponte; venne nominata una commissione di tre provveditori sopra il ponte e le fabbriche di Rialto, costituita da Antonio Cappello, Tommaso Contarini e Vettor Grimani. A partire dal 1554 vennero presentati altri progetti dagli architetti più famosi del tempo, ma solo alla fine del XVI secolo il doge Pasquale Cicogna bandì un concorso. Arrivarono proposte da architetti come Jacopo Sansovino, Andrea Palladio e Giacomo Barozzi da Vignola, ma tutti proposero un approccio classico con molti archi. Di Palladio esistono due proposte: entrambe prevedono la razionalizzazione dell'intera area di Rialto, con due fori commerciali alle teste del ponte. Il concorso venne riproposto nel 1587 e vi parteciparono Vincenzo Scamozzi e Antonio da Ponte: ebbe la meglio il Da Ponte; il suo progetto venne scelto, il 9 giugno 1588, perché propose una sola arcata.

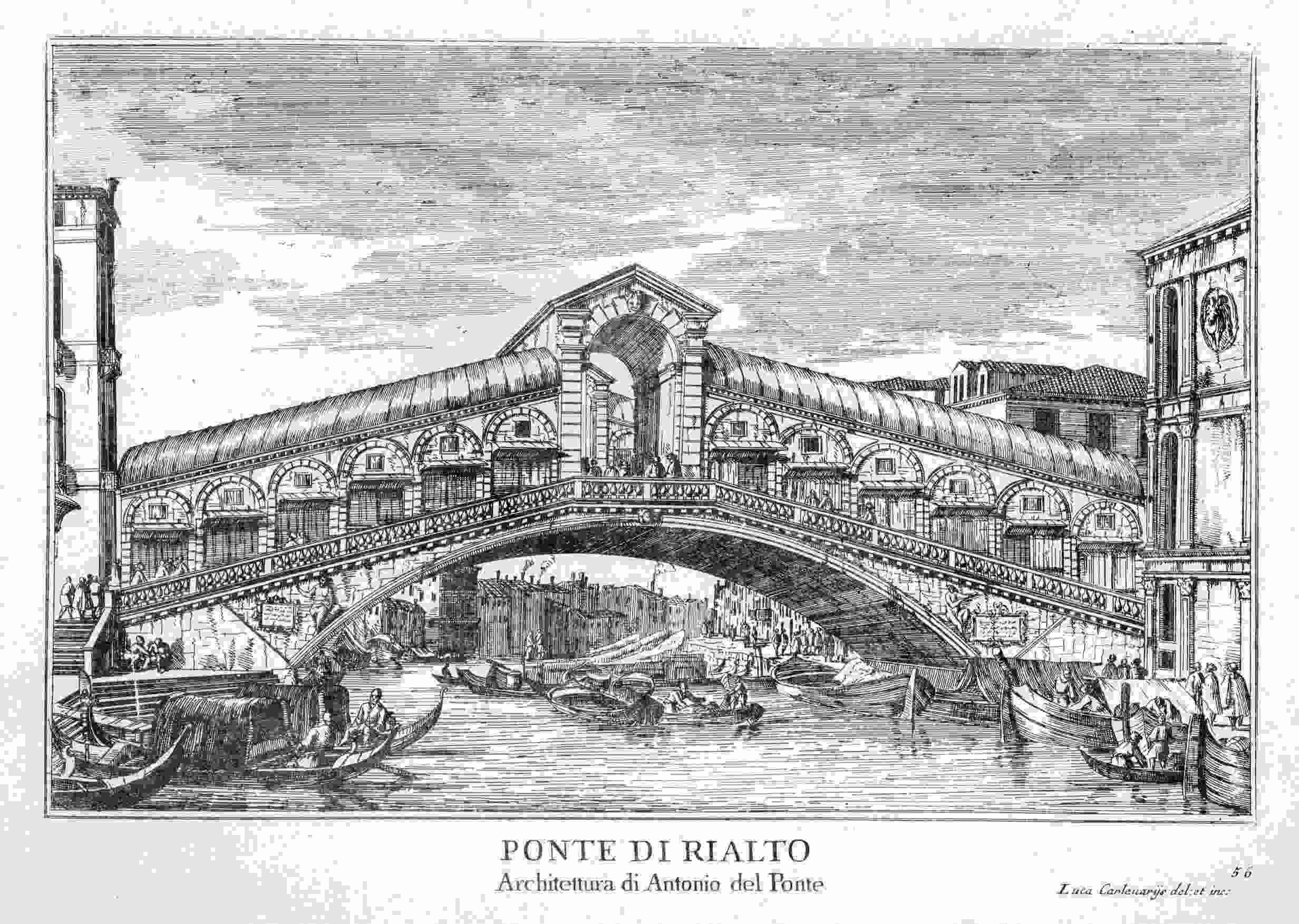
Luca Carlevarijs, Il Ponte di Rialto, 1703

L'opera venne compiuta nel 1591, con l'aiuto degli architetti Antonio e Tommaso Contin (da Besso, oggi quartiere di Lugano), che erano suoi nipoti, in quanto figli del genero Bernardino Contin.
Sul lato sud del ponte è stata scolpita l'Annunciazione di Maria, opera di Antonio Rubini allievo di Alessandro Vittoria: l'angelo a sinistra, al centro la colomba dello Spirito Santo e a destra la Madonna Annunciata, per manifestare la devozione che città di Venezia ha verso la Vergine e in ricordo della data leggendaria della fondazione della città il 25 marzo, giorno dell'Annunciazione, dell'anno 421. Su fronte opposto ci sono i due altorilievi dei protettori della città: San Marco a destra e San Teodoro a sinistra opera di Tiziano Aspetti.  Sulle fiancate, in corrispondenza delle rampe di accesso, ci sono delle lapidi che ricordano che il ponte è stato costruito dal doge Pasquale Cicogna nell'anno del Signore 1591, 1170 anni dopo la fondazione della città. Ecco la scritta: “Pascale Ciconia Venetiarum Duce - anno Cristi MDXCI Vrbis conditae MCLXX - curantibus Aloysio Georgio Proc.- M. Barbaro Eq. et Proc.- Jacobo Foscareno Eq. et Proc.”
Il ponte ha una base di dodicimila pali di legno di olmo e uno stuolo di tavoloni di larice che lo sostengono e che reggono una campata unica con una luce di 28 metri alla base e una altezza di 7,5 metri; la sua lunghezza raggiunge i 48 metri e la sua larghezza è di 22 metri. Il ponte, fino al 1854 quando venne costruito il Ponte dell'Accademia, fu per due secoli e mezzo il solo che attraversava il Canal Grande. Sulle rampe del ponte ci sono ventiquattro botteghe, sei su ogni lato, larghe ciascuna tre metri.
Nel corso dei secoli il ponte di Rialto subì alcuni restauri. Tra i più importanti ricordiamo quello del 1824, quando furono sistemati gli arconi superiori; quello del 1852 con la sostituzione dei rivestimenti e delle parti marmoree delle gradinate. L'ultimo restauro,  iniziato nel 2015 e terminato nel 2019, è stato finanziato interamente da un imprenditore. L'intervento manutentivo, dal costo complessivo di cinque milioni di euro, ha interessato tutta la struttura con consolidamenti, pulizia dei marmi e rifacimento dei sottoservizi: si tratta del primo restauro completo del ponte da quando è stato costruito, nel 1591.

## Una leggenda popolare

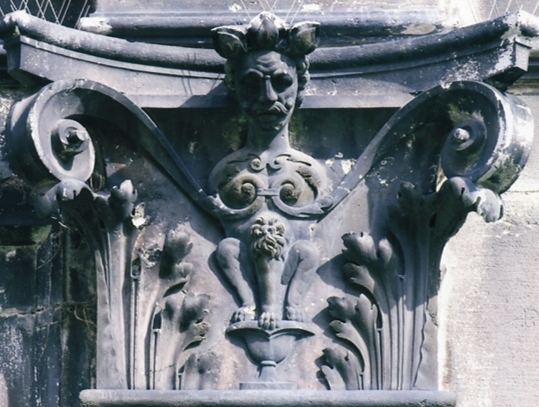

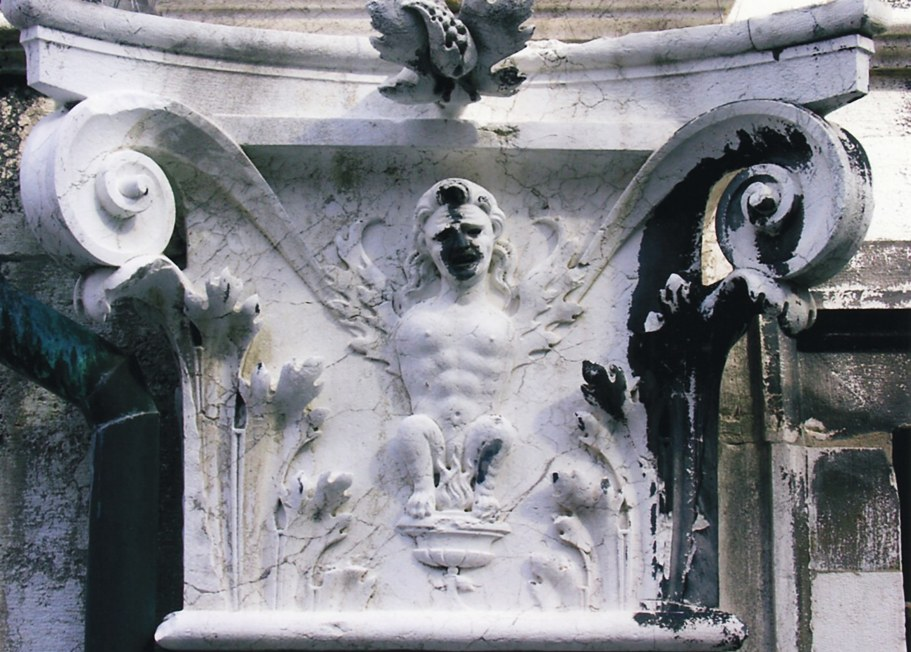

Attorno alla costruzione del nuovo Ponte di Rialto sorsero parecchie leggende. 
Una di queste racconta che, poiché la costruzione del Ponte di Rialto andava troppo a rilento, molti sostenevano che un ponte di pietra così grande come era stato progettato non avrebbe resistito e sarebbe crollato. Un uomo avrebbe affermato che quando l’opera fosse stata terminata sul suo sesso sarebbe cresciuta un’unghia, mentre una donna che la sua mona sarebbe stata bruciata.
Sulla facciata del Palazzo dei Camerlenghi sono stati scolpiti due capitelli, facilmente visibili dalla rampa del ponte, che illustrano quelle dicerie; il Governo della Repubblica ha così voluto mostrare che aveva orecchie lunghe e che nessuna diceria rimaneva inascoltata.

## Galleria d'immagini

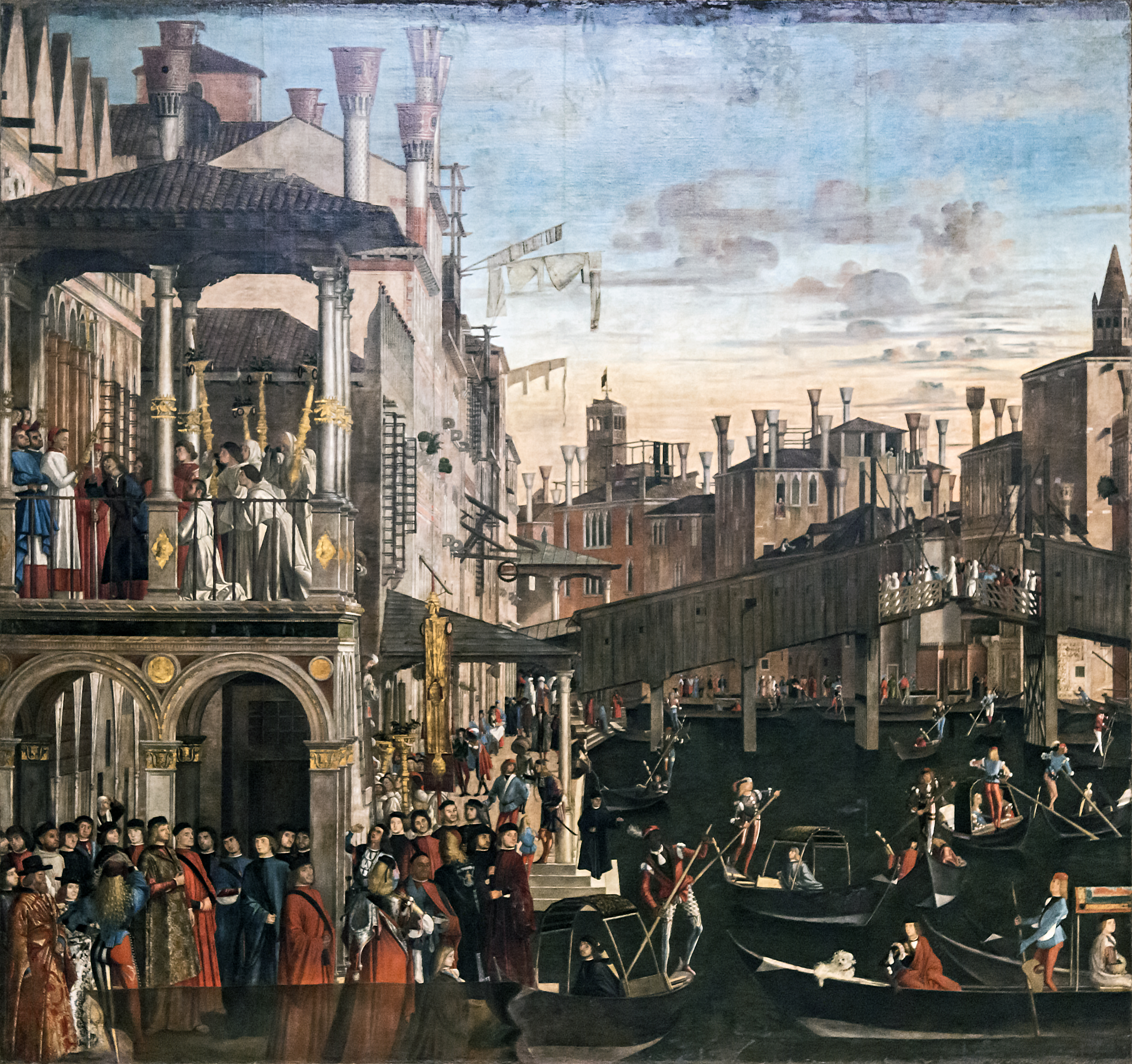
Vittore Carpaccio, Miracolo della Croce a Rialto, mostra il ponte nel 1496 circa
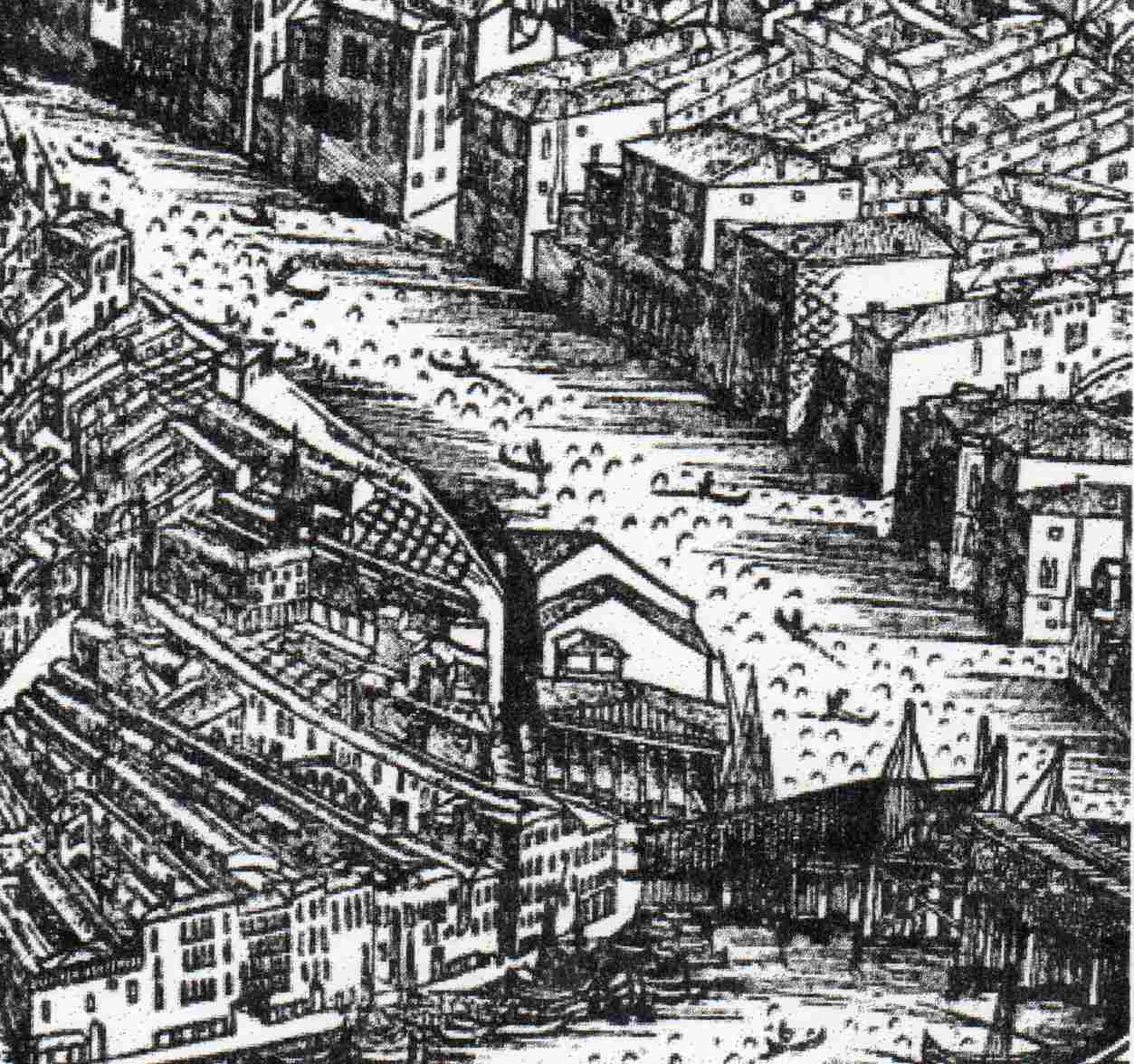
Jacopo De Barbari. Pianta di Venezia, 1500 particolare con il ponte di Rialto
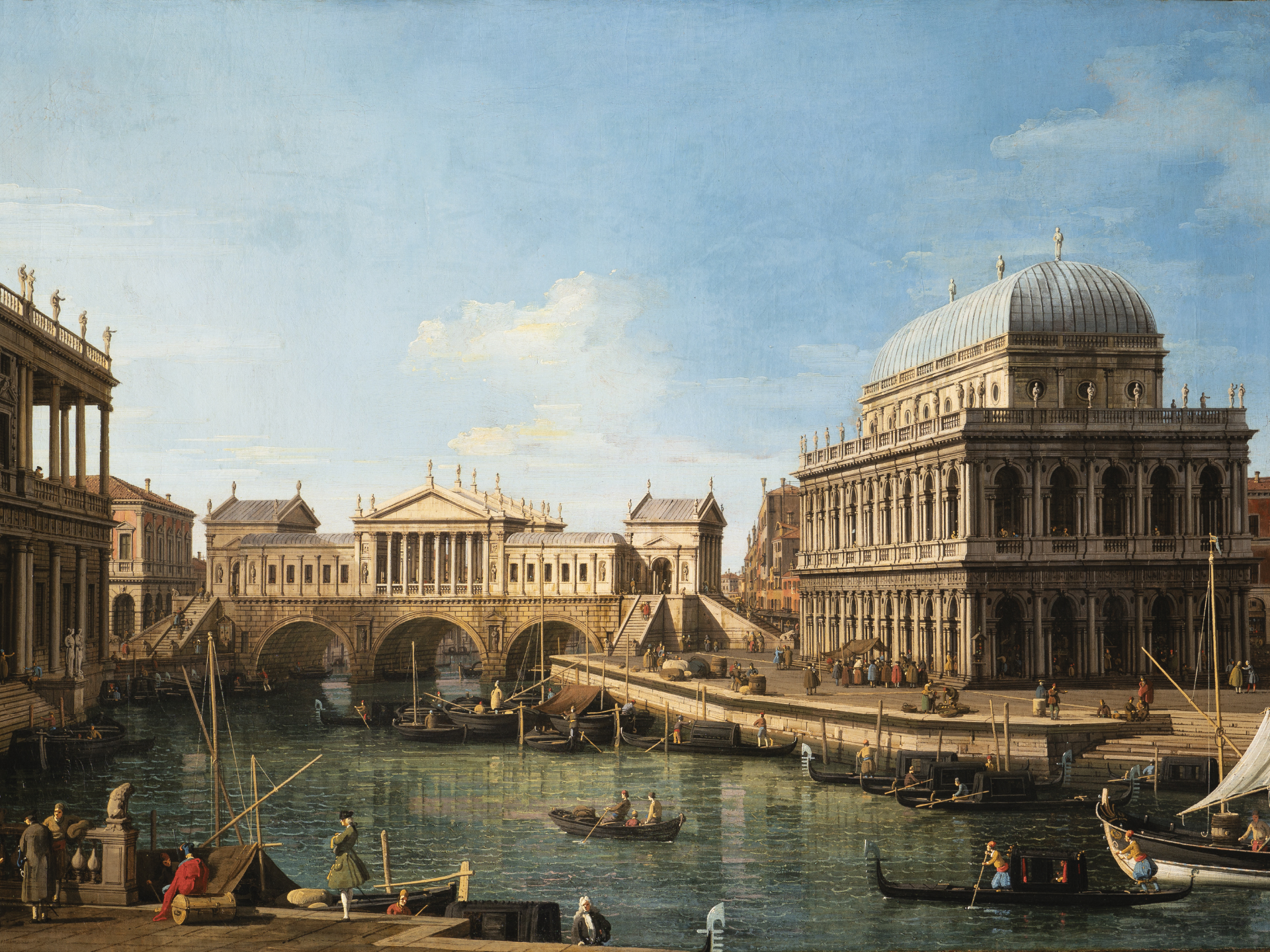
Il progetto del Palladio per il Ponte di Rialto in un capriccio di Canaletto
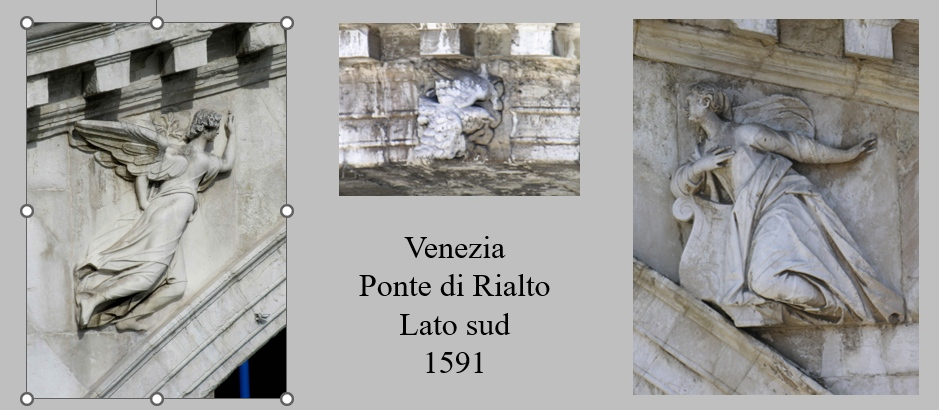
Rialto, L'Annunciazione
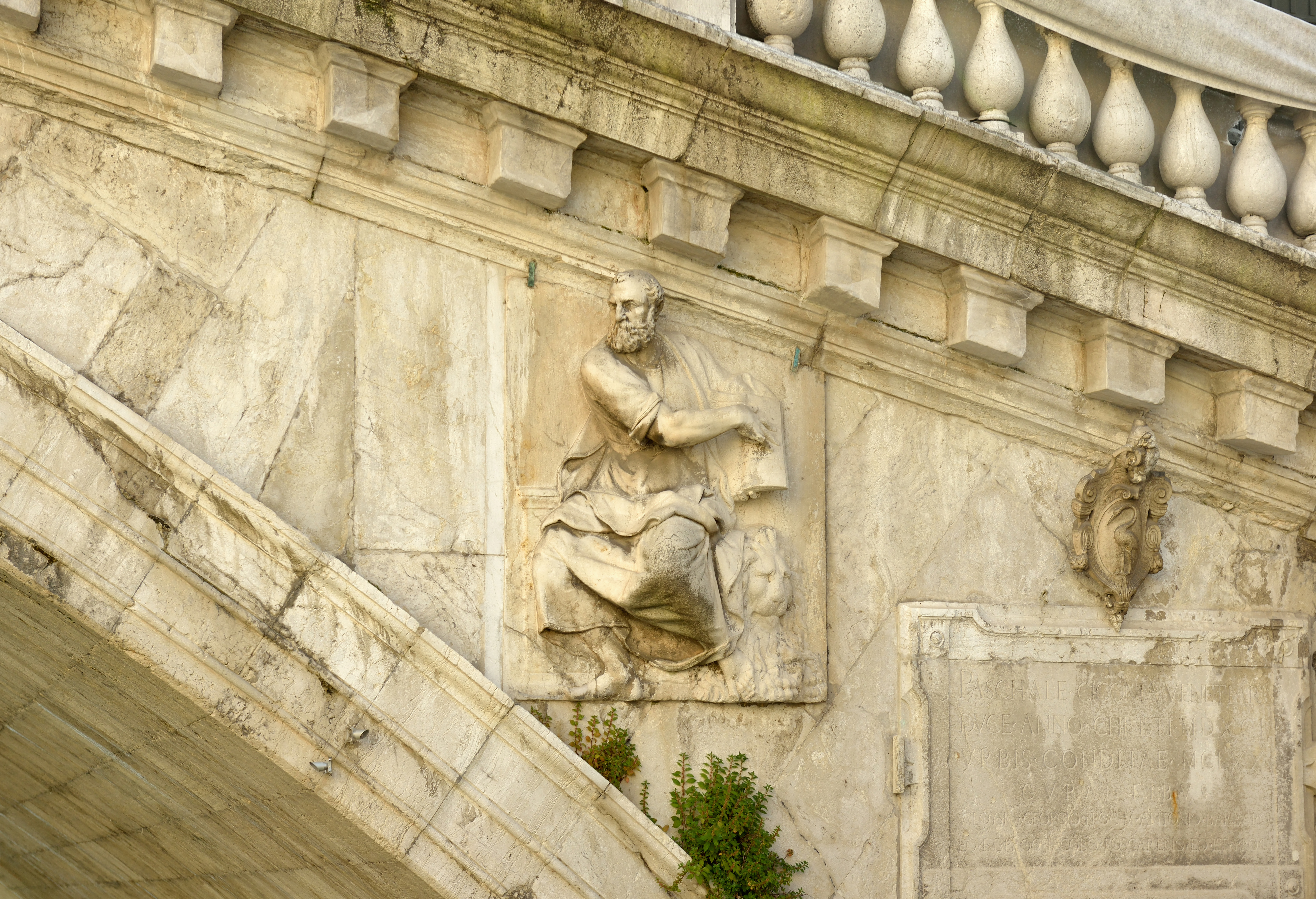
Bassorilievo rappresentante San Marco sul lato nord-occidentale verso la sponda nord
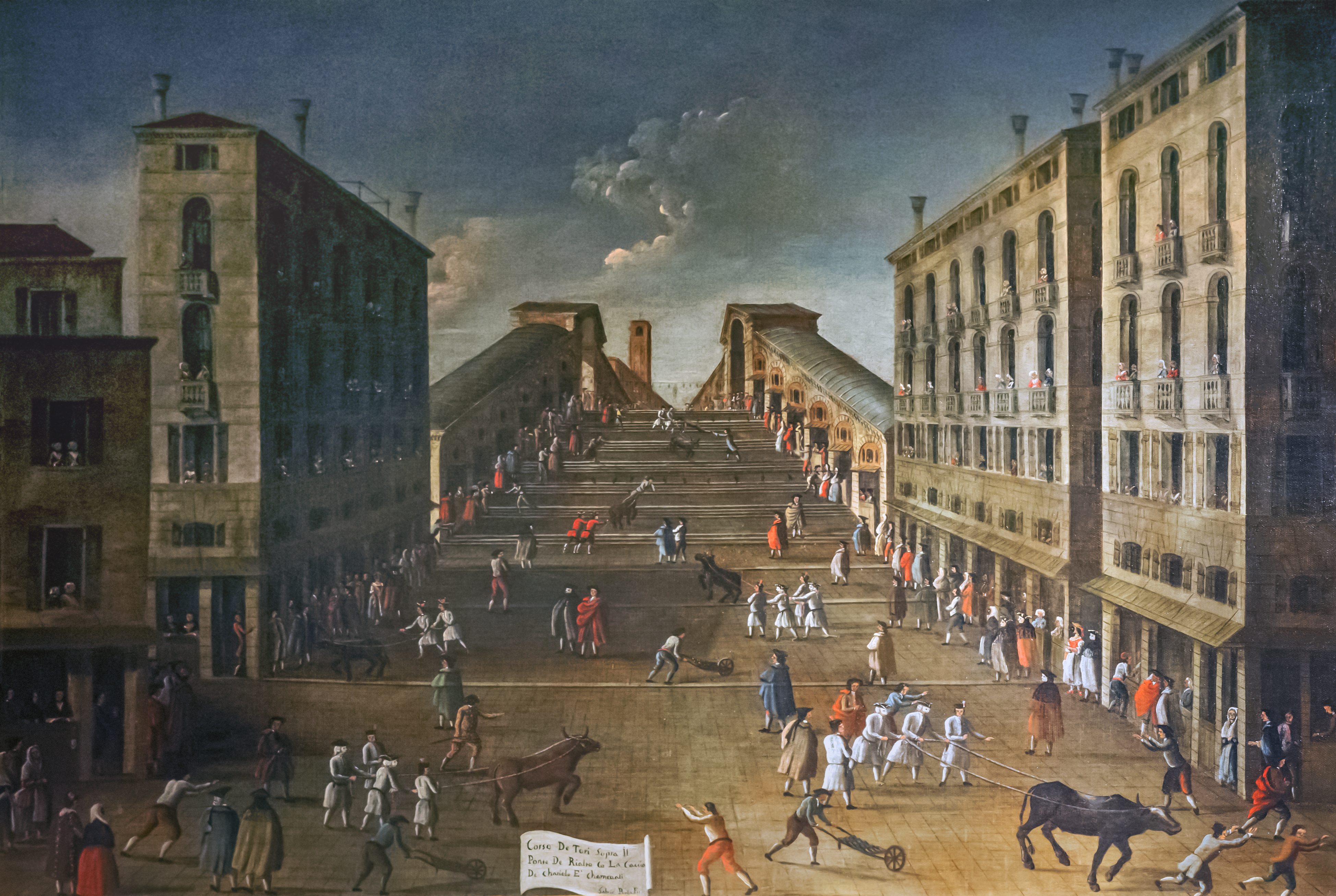
Il corso dei tori e la gara delle carriole a Rialto, Gabriele Bella Pinacoteca Querini Stampalia
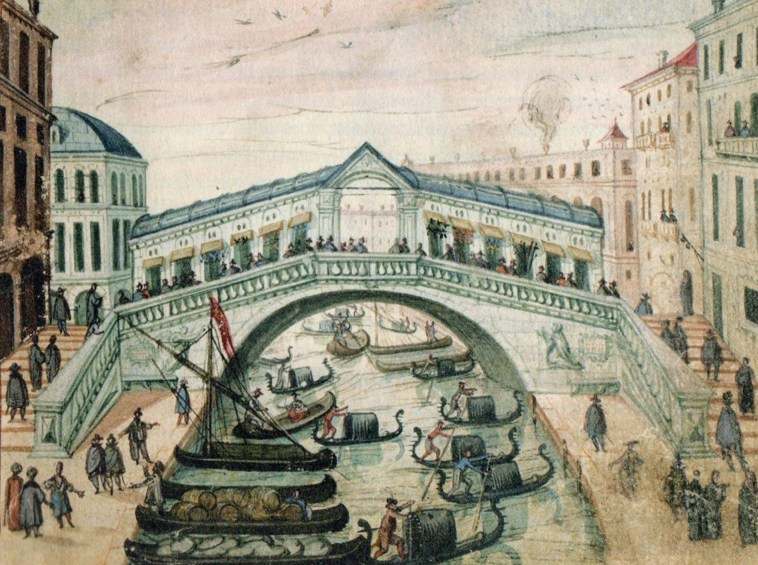
-Rialto, Codicetto 0-Bottacin, sec. XVII, --Padova, Musei Civici
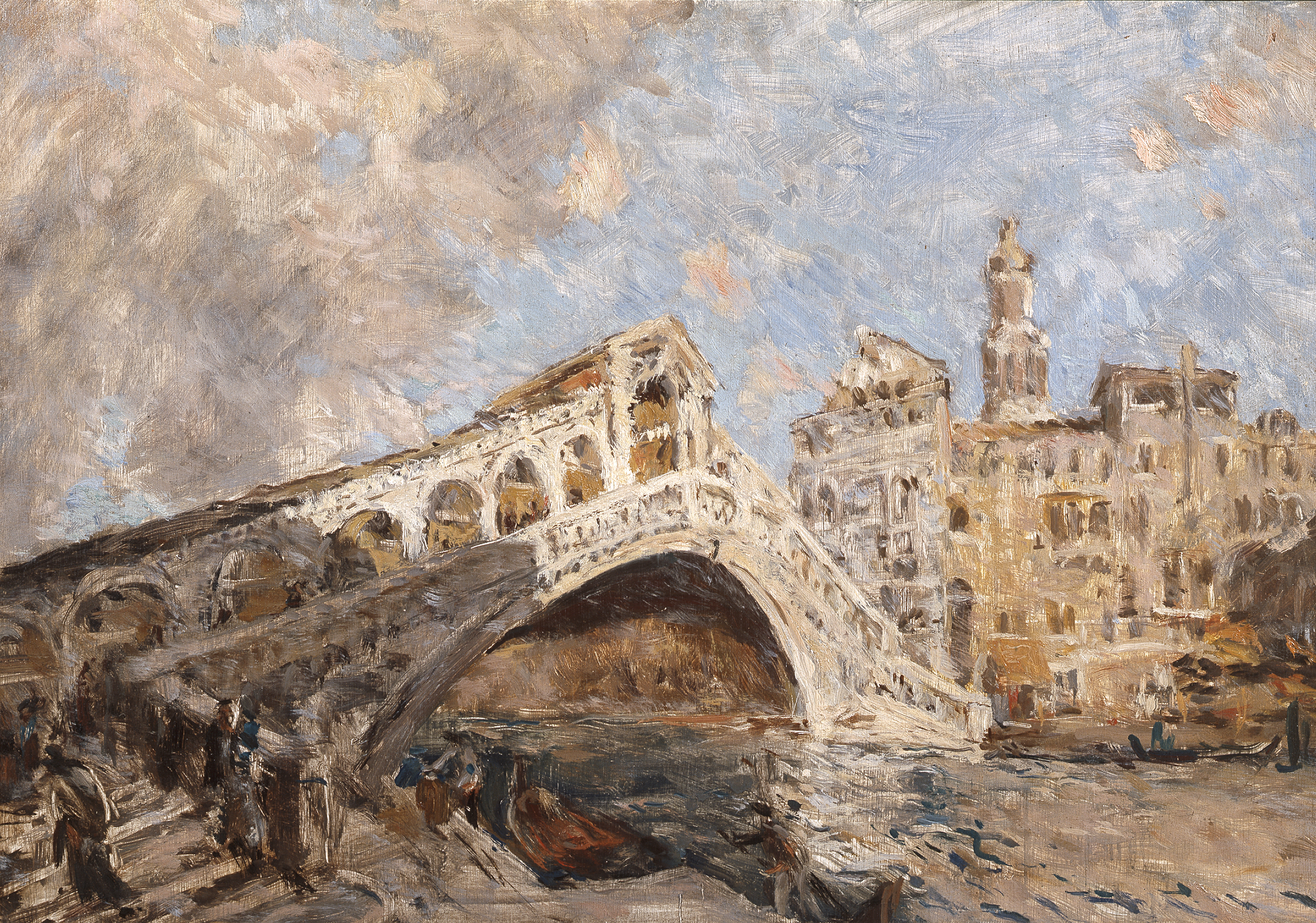
Giuseppe Graziosi, Rialto, 1925 circa, Modena, Gipsoteca "Giuseppe Graziosi"
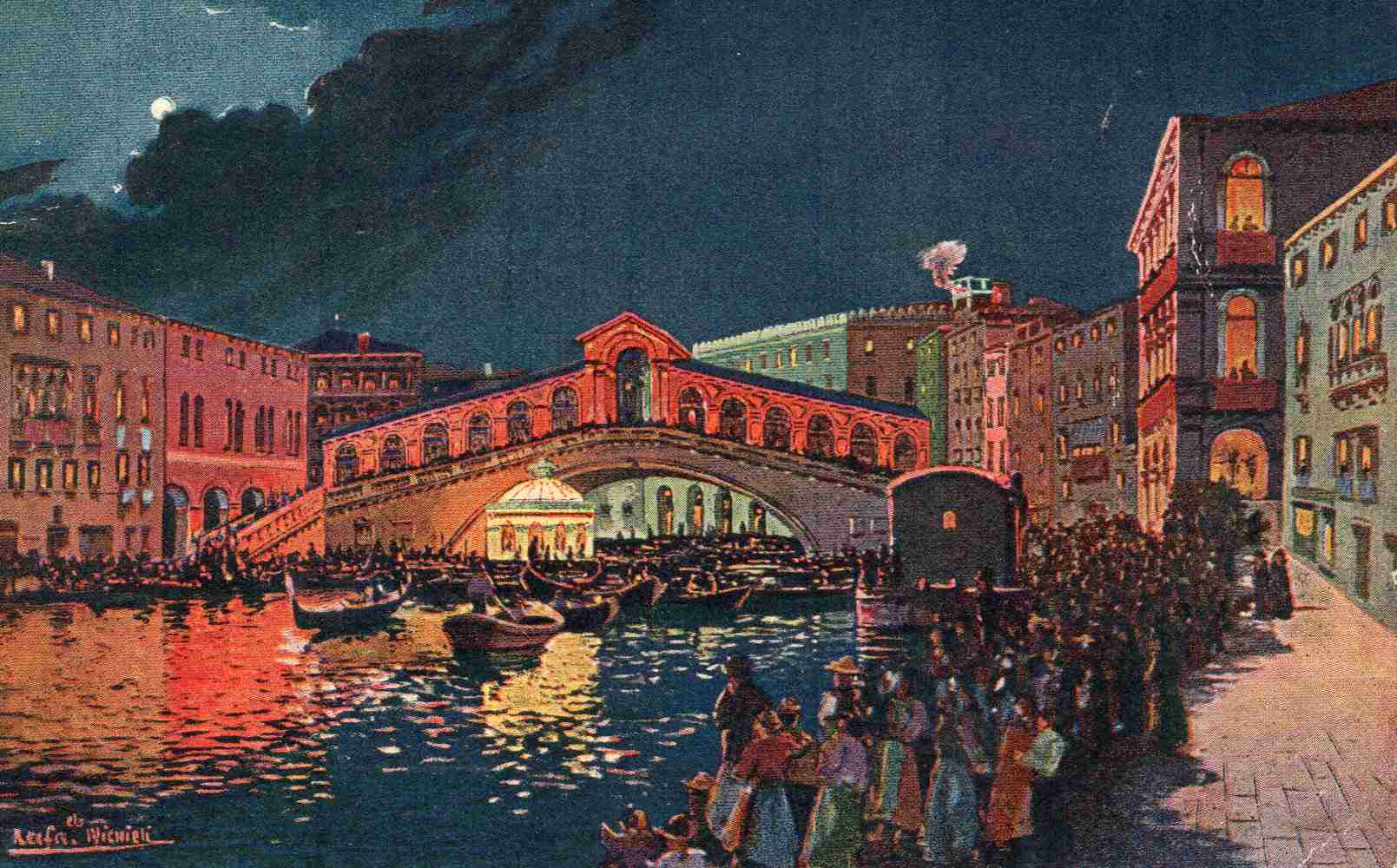
Festa delle luci, anno 1926
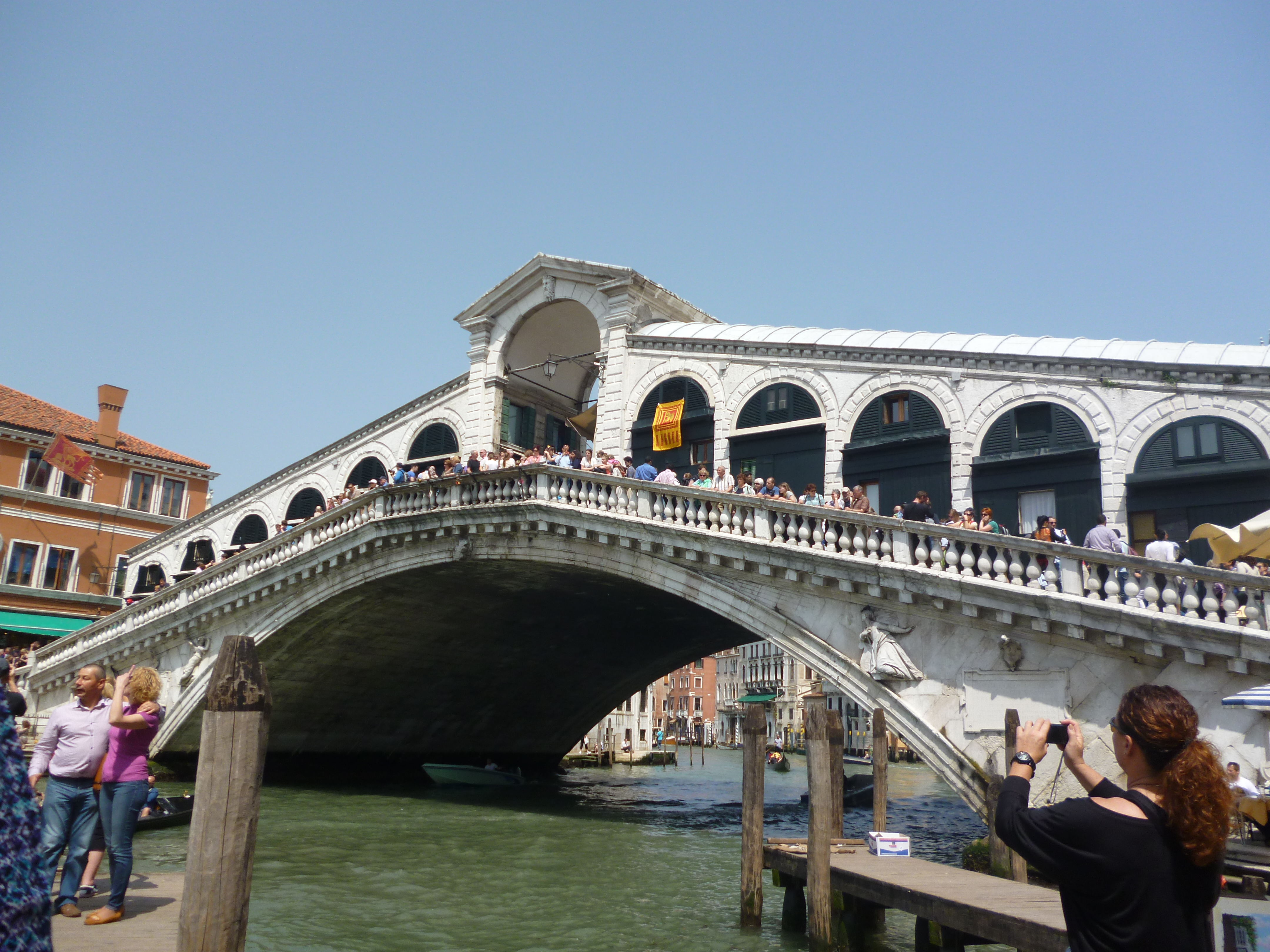
Il ponte, lato sud-est
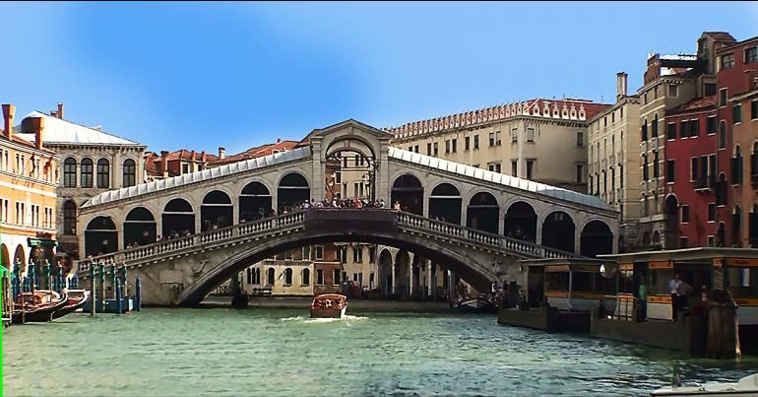
Ponte Rialto, lato sud
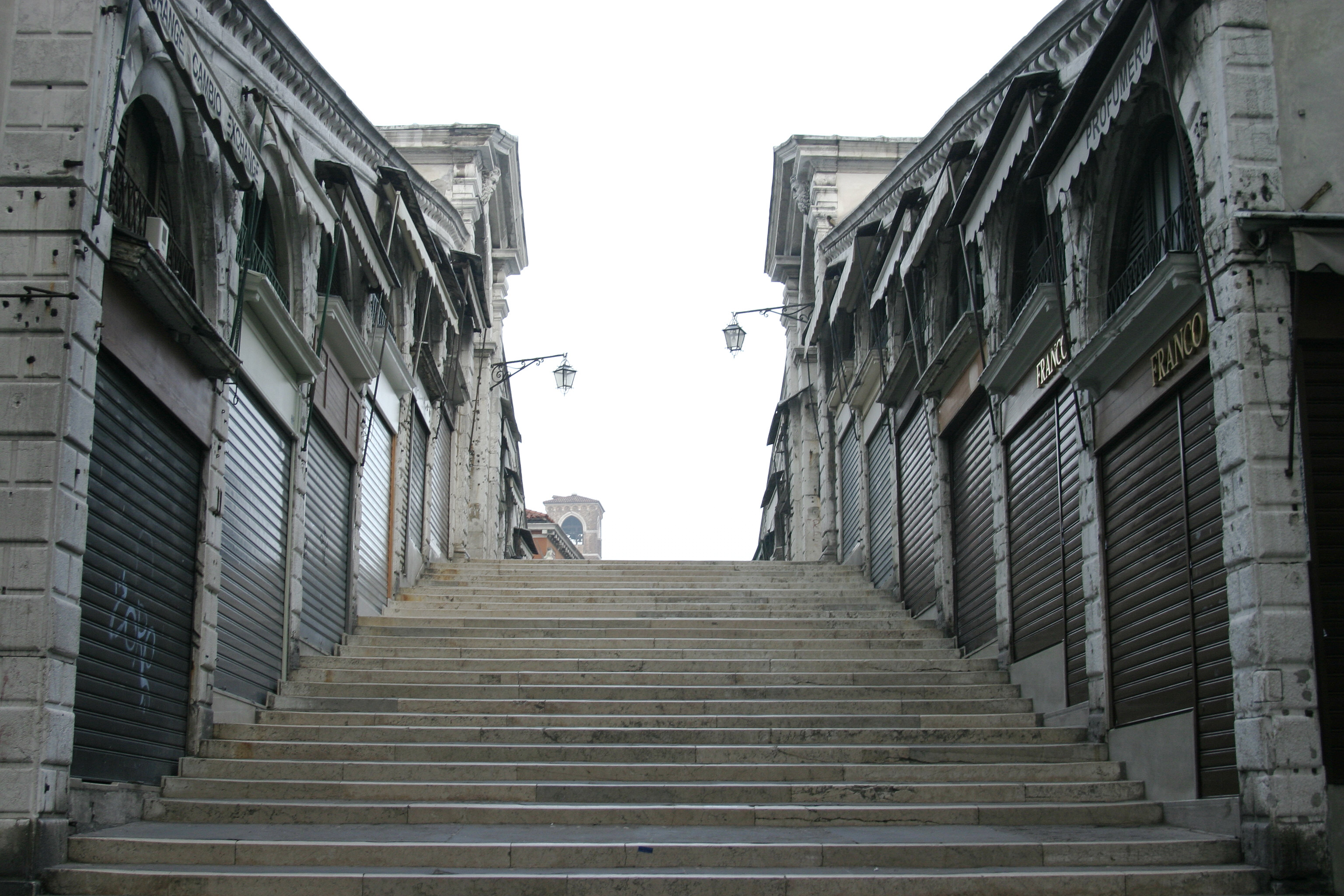
La scalinata interna lato San Marco
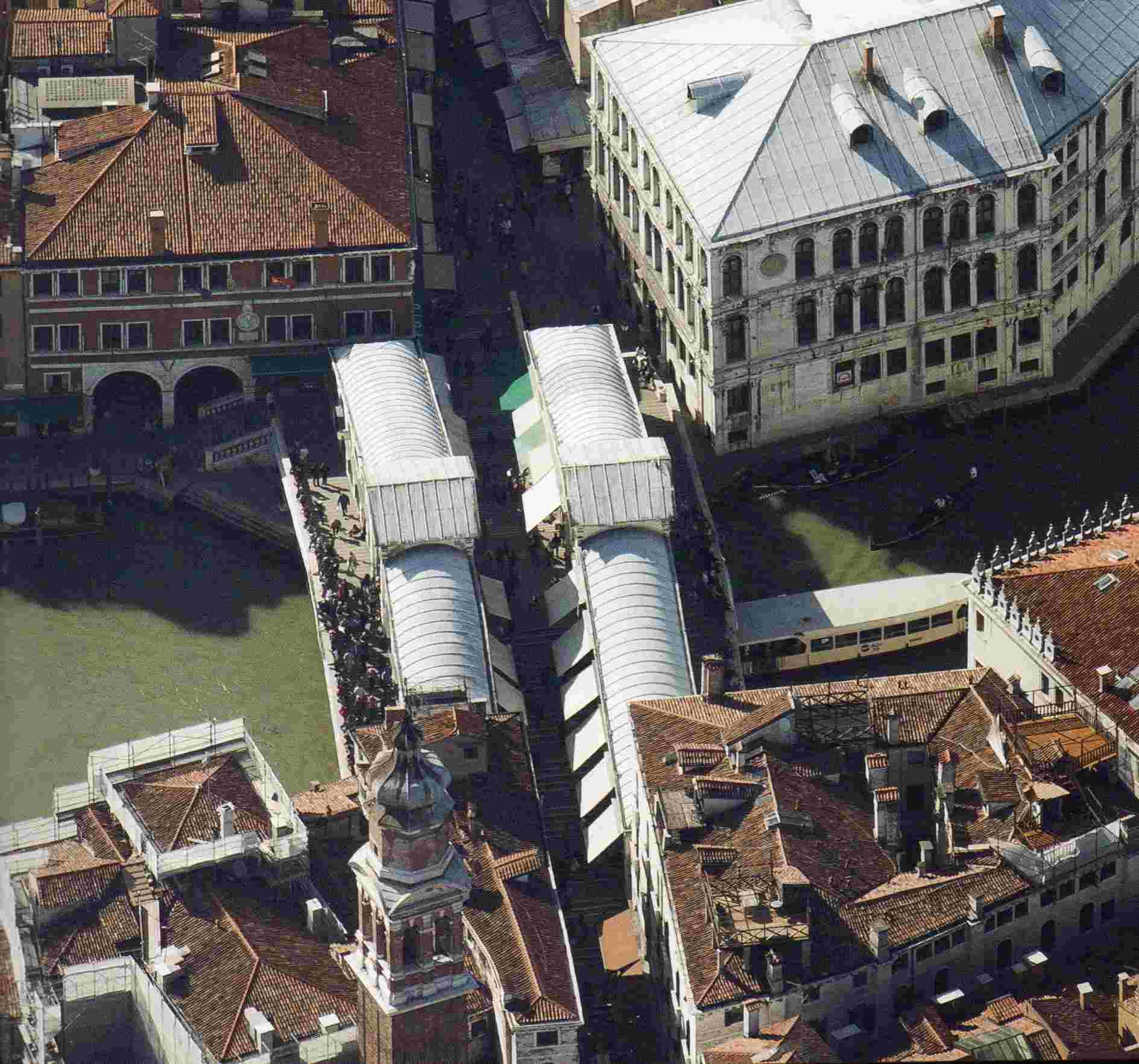
Rialto, veduta aerea